# Ганс Обек
Ганс Вільгельм Обек ( дан. Hans Vilhelm Aabech; 1 листопада 1948, Копенгаген - 8 січня 2018, там же) - датський футболіст, нападник, триразовий чемпіон, дворазовий найкращий бомбардир чемпіонату Данії. Виступав за збірну Данії.

## Біографія
Почав дорослу кар'єру, виступаючи за клуб «Сковсховед ІФ» у нижчих дивізіонах чемпіонату Данії. У 1973 році перейшов у «Відоврі» і в першому ж сезоні став чемпіоном Данії та найкращим бомбардиром чемпіонату, забивши 28 голів у 22 матчах, був також визнаний футболістом року у Данії.
У 1974 році перейшов до бельгійського «Брюгге», зіграв 16 матчів, забив п'ять голів і зайняв зі своїм клубом четверте місце в чемпіонаті Бельгії. У 1975—1977 роках виступав у чемпіонаті Нідерландів за «Твенте» та «Де Графсхап», але грав нерезультативно. У 1977 році перейшов до бельгійського клубу другого дивізіону «Остенде», у своєму першому сезоні забив 22 голи, у другому — лише два.
У 1979 році повернувся до Данії і приєднався до свого колишнього клубу «Відовра», але за 11 матчів жодного разу не зміг відзначитися. У 1980 році перейшов у «КБ Копенгаген» і того ж року став чемпіоном країни та найкращим бомбардиром з 19 голами. Виступав за столичну команду до 1982 року, але в наступних сезонах грав не так часто, а результати команди впали — в 1982 році вона посіла 15 місце.
У 1983 році форвард перейшов до «Люнгбю», з яким втретє в кар'єрі  тав чемпіоном Данії, але основним гравцем клубу не був, зігравши лише 9 матчів. Наприкінці кар'єри виступав у третьому дивізіоні за «Хеллеруп ІК».
У 1973-1974 роках виступав за збірну Данії. Дебютний матч зіграв 13 жовтня 1973 проти Угорщини .
Помер 8 січня 2018 року у віці 69 років .

## Досягнення
- Чемпіон Данії (3): 1973, 1980, 1983
- Найкращий бомбардир чемпіонату Данії (2): 1973 (28 голів), 1980 (19 голів)
- Футболіст року у Данії: 1973

## Особисте життя
Син Кім Обек (нар. 1984) теж був футболістом, зіграв понад 300 матчів на професійному рівні. Дочка Сусанна Ліндгрен (нар. 1979) також була футболісткою. Крім того, є син Робін.